# 国家税务总局上海市税务局
上海市税务局是一個负责中華人民共和國上海市辖区范围内的中央税收及地方税收征收工作的一個部門。1950年3月，上海市直接税局、货物税局和上海市财政局的地方税工作部门合并為上海市人民政府税务局。1959年1月，上海市财政局和税务局合并为上海市财政局。1962年8月，重新设立上海市税务局。

## 外部連結
- 官方网站